# Hyperalonia flavosparsa
Hyperalonia flavosparsa är en tvåvingeart som först beskrevs av Jacques-Marie-Frangile Bigot 1892.  Hyperalonia flavosparsa ingår i släktet Hyperalonia och familjen svävflugor. Inga underarter finns listade i Catalogue of Life.